# Нукриани
Нукриани (груз. ნუკრიანი) — село в Грузии, в муниципалитете Сигнахи края Кахетия. 

## География
Село расположено в южной части края, в 5 километрах по прямой к юго-западу от центра муниципалитета Сигнахи. Высота центра — 820 метров над уровнем моря.

## Население
По данным переписи населения 2014 года, в селе проживало 1935 человек.
| Год  | Население | Мужчины | Женщины |
| ---- | --------- | ------- | ------- |
| 2002 | 2847      | 1344    | 1503    |
| 2014 | 1935      | 912     | 1023    |